# الجامعة الحديثة للإدارة والعلوم
الجامعة الحديثة للإدارة والعلوم هي جامعة عامة في لبنان تأسست عام 2000.
للجامعة خمسة فروع في بيروت، الدامور، عالية، مركز السمقانية، راشيا، ومركز مجتمعي موجود في جل الديب.

## وصلات خارجية
- الموقع الإلكتروني